# Виатор Бергамский
Виатор (сконч. 14 декабря 370 года, Бергамо) — святой епископ Бергамо. Дни памяти — 14 декабря, 15 января.
Святой Виатор (итал.: San Viatore ), начиная прибл. с 343 года, был преемником святого Нарна на епископской кафедре города Бергамо. Согласно святому Афанасию Александрийскому (см. его Apologia contra Arianus) святой Виатор был среди подписавших документы собора в Сардике.
1 августа 1561 года, когда был разрушен старинный собор святого Александра, мощи святого Виатора вместе с мощами  других святых, похороненных там, были перенесены с торжественностью в новый собор святого Викентия, являющийся сейчас городским кафедральным собором.